# Rip Van Winkle Bridge

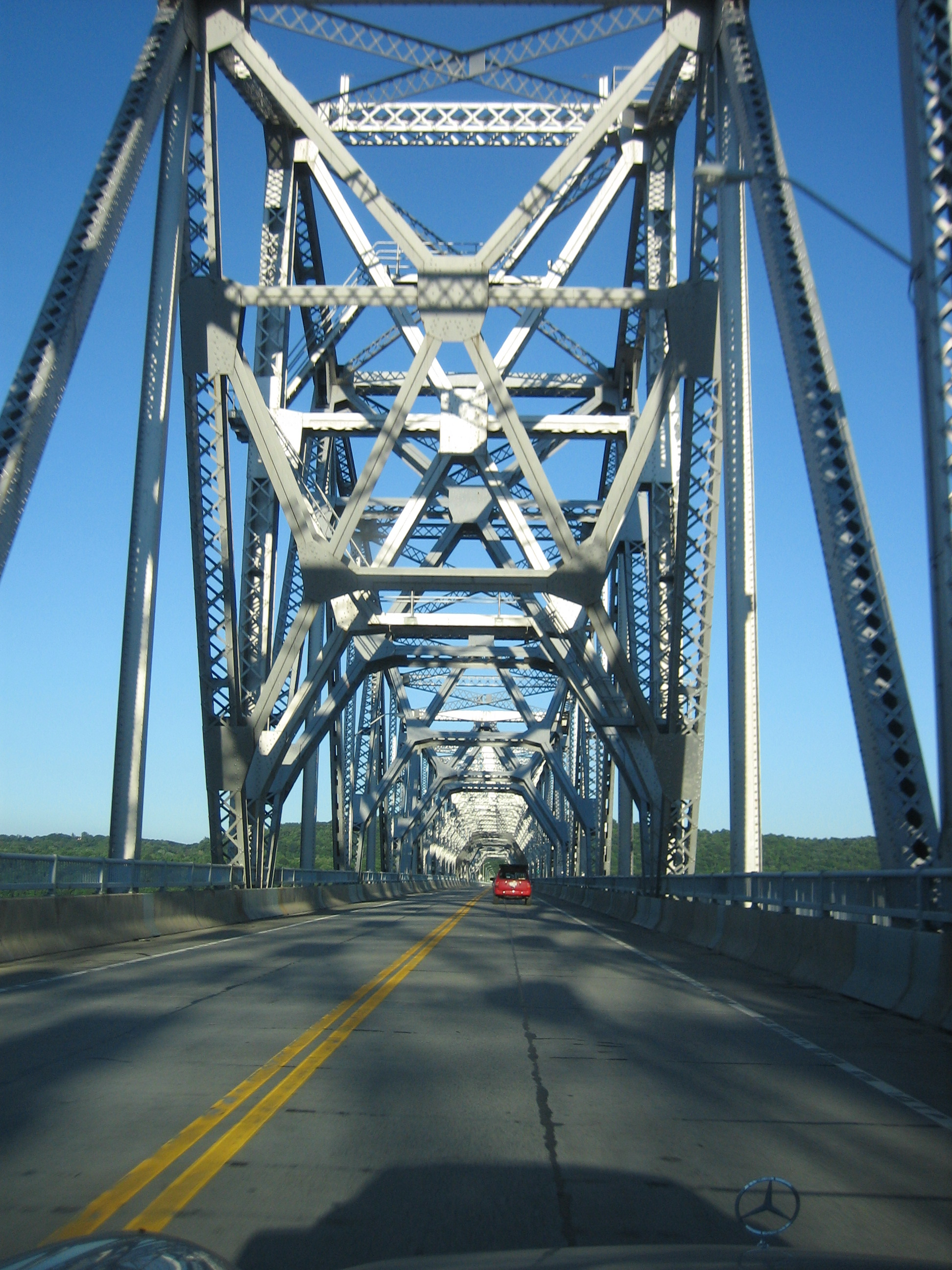
De brug in oostelijke richting

De Rip Van Winkle Bridge is een cantilever- en vakwerkbrug over de Hudson tussen de plaatsen Hudson en het 
Catskillgebergte in de staat New York, Verenigde Staten. De brug heeft een totale lengte van 1.537 meter met een hoofdoverspanning van 244 meter en een doorvaarthoogte van 44 meter. De brug is genoemd naar het verhaal Rip van Winkle van schrijver Washington Irving uit mei 1819 waarin de twee locaties aan weerszijden van de brug worden genoemd. 
Aan de zuidzijde van de brug bevindt zich een wandelpad, die elke dag geopend is van zonsopkomst tot zonsondergang. Fietsers kunnen gebruik maken van de rijbaan of kunnen lopend met de fiets aan de hand gebruik maken van het wandelpad. 
De brug is gebouwd door de New York State Bridge Authority en opende op 2 juli 1935 voor een prijs van $2,4 miljoen (met inflatie $42,84 miljoen). De tol was toentertijd $0,80 per auto en $0,10 per passagier met een maximum van $1,00 (met inflatie respectievelijk $14,28, $1,78 en $17,85). Tegenwoordig bedraagt de tol $1,50 maar enkel in oostelijke richting. 
In 2009 is de brug opnieuw geverfd. 